# 名古屋市立野並小学校

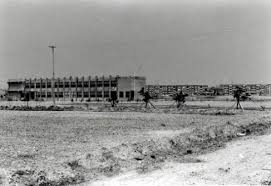
空襲により焼失。再建中の野並小学校。

名古屋市立野並小学校（なごやしりつ のなみしょうがっこう）は、愛知県名古屋市天白区野並一丁目の市立小学校。

## 沿革
- 1911年（明治44年）1月 - 天白村立天白小学校創立時に野並分校ができる[1]。
- 1945年（昭和20年）5月 - 第二次世界大戦による空襲のため焼失[1]。
- 1946年（昭和21年）4月 - 分校再建[1]。
- 1955年（昭和30年）4月 - 名古屋市立天白小学校野並分校となる。
- 1969年（昭和44年）4月 - 野並小学校として独立開校[1]。
- 1971年（昭和46年）3月 - 愛唱歌として『みどりの風』を制定[1]。
- 1988年（昭和63年）4月 - 開校20周年・校歌制定の記念式典が行われる[1]。
- 1998年（平成10年）11月 - 開校30周年記念展覧会が行われる。
- 2000年（平成12年）9月 - 東海豪雨による被災のため臨時休校（12日〜16日）[1]。
- 2008年（平成20年）11月 - 開校40周年記念式典が行われる。
- 2015年（平成27年）2月 - 普通教室に空調設備を設置。
- 2018年（平成30年）11月 - 開校50周年記念式典が行われる。

## 児童数の変遷[2]
| 2009年（平成21年） | 541人 |  |
| 2015年（平成27年） | 507人 |  |
| 2021年（令和3年）  | 547人 |  |

## 校訓
校訓として、『仲よく、強く、考える』が制定されている。

## 目指す子ども像
努力する『野並っ子』
- の…伸び伸びと、元気よく
- な…仲よく、だれとでも
- み…未来に向かって、進んで

## 部活動
- 野球部[4]
- バスケットボール部[4]
- サッカー部[4]
- 卓球部

## 通学区域
全域が愛知県名古屋市天白区に含まれる。
- 相川一丁目（一部）[5]
- 井の森町[5]
- 笹原町[5]
- 天白町大字野並[5]
  - 字相生（一部）[5]
  - 字稲田[5]
  - 字欠ノ上[5]
  - 字上大塚[5]
  - 字上新田[5]
  - 字北沢[5]
  - 字笹原[5]
  - 字山ノ神[5]
- 中坪町[5]
- 野並一丁目・同二丁目・同三丁目・同四丁目[5]
- 福池一丁目・同二丁目[5]
- 古川町[5]

## 進学先
- 名古屋市立南天白中学校[6]